# Pseudopimelodus mangurus
Pseudopimelodus mangurus är en fiskart som först beskrevs av Valenciennes, 1835.  Pseudopimelodus mangurus ingår i släktet Pseudopimelodus och familjen Pseudopimelodidae. Inga underarter finns listade i Catalogue of Life.